# Carla Estrada
Carla Patricia Estrada Huitrón (* 11. März 1956 in Mexiko-Stadt) ist eine mexikanische Fernsehproduzentin.
Die Tochter der Schauspielerin Maty Huitrón begann nach einem Psychologiestudium an der Universidad Autónoma Metropolitana als Assistentin beim Fernsehen zu arbeiten. 1982 übernahm sie die Regie der Außenaufnahmen für die Telenovela Vanessa und war ausführende Produzentin des Wettbewerbs und der Musiksendung XE TU. Mit Telenovelas wie Las diosas de plata, Lucero y Mijares, La Hora pico, La parodia, Pobre Juventud, Pobre Señorita Limantur, Quinceañera, Amor en Silencio, Cuando Llega el Amor, Amor de Nadie, De Frente al Sol, Los Parientes Pobres, Mas Allá del Puente, Alondra, Lazos de Amor, Te Sigo Amando, María Isabel, El Privilegio de Amar, Mi Destino Eres Tú, El Manantial und Amor Real wurde sie zu einer der bedeutendsten lateinamerikanischen Produzentinnen dieses Genres.